# 岐阜市立三里小学校
岐阜市立三里小学校（ぎふしりつ みさとしょうがっこう）は、岐阜県岐阜市六条北にある公立小学校。

## 沿革
- 1873年（明治6年）8月 - 六条村に聞聞義校が開校する。
- 1876年（明治9年） - 聞聞学校に改称する。
- 1889年（明治22年） - 六条尋常小学校に改称する。
- 1897年（明治30年） - 
  - 六条村、清村、宇佐村が合併し、三里村が発足。
  - 三里尋常小学校に改称する。
- 1926年（大正15年） - 三里尋常高等小学校に改称する。
- 1935年（昭和10年）6月15日 - 三里村が岐阜市に編入される。
- 1941年（昭和16年） - 三里国民学校に改称する。
- 1945年（昭和20年）
  - 7月 - 宇佐、下六条に分教場を設置[注釈 1]。
  - 8月 - 岐阜市立第一工業学校が三里国民学校内に移転。
- 1947年（昭和22年） - 岐阜市立三里小学校に改称する。
- 1965年（昭和40年） - 新校舎（鉄筋コンクリート造）が完成。
- 1966年（昭和41年） - 校舎を増築する。以降、児童数増加のため、1967年、1969年、1970年、1972年、1974年に増築がおこなわれる。

## 学校行事
三里小学校は、基本的には4月に始業式と着任式、9月に運動会、3月に終業式、修了式、離任式を行う。
また、一年を通して校外学習等も行う。

## クラブ活動
クラブ活動は百人一首、切り絵、ちぎり絵、カード、折り紙、理科実験、ドッジボール、裁縫、飾り、絵手紙、イラスト、読書、プログラミングなどの様々なクラブがあり、基本的には、生徒は、クラブの会場に行って、教師は、自分が担当する教室、会場などに集まって約45分のクラブ活動をする。

## 通学区域
- 六条、宇佐、柳森町1・2丁目、松原町、菊地町1-5丁目、清本町1-10丁目、清、宇佐東町、六条江東1-3丁目、六条大溝1-4丁目、六条片田1・2丁目、六条北1-4丁目、六条東1・2丁目、六条福寿町、六条南1-3丁目、宇佐1-4丁目、宇佐南1-4丁目[1]

## 校区内の主な施設
- 岐阜市立陽南中学校（進学先中学校）
- 岐阜県美術館
- 岐阜県図書館

## 交通アクセス
- 岐阜バス

OKBふれあい会館・岐阜県庁舎方面（加納島線、大洞団地線、岐北線、尾崎団地線などで、行先表示の番号がW31・W32の便）「三里小学校前」バス停より徒歩約5分。